# روب فيليس
روب فيليس (بالإنجليزية: Rob Phillis)‏ مواليد 27 أبريل 1956، هو متسابق دراجات نارية أسترالي سابق. نافس في بطولة العالم للسوبربايك.

## روابط خارجية
- روب فيليس على موقع WorldSBK.com (الإنجليزية)